# 霍普夫-里诺定理
数学中，霍普夫-里诺定理（Hopf–Rinow theorem）是关于黎曼流形的测地完备性的一套等价命题，以海因茨·霍普夫和他的学生维利·里诺命名。定理如下：
设M是黎曼流形，则下列命题等价：
1. {\displaystyle M}的有界闭子集是紧的。
2. {\displaystyle M}是完备度量空间。
3. {\displaystyle M}是测地完备：对{\displaystyle M}中任意点{\displaystyle p}，指數映射{\displaystyle \exp _{p}}可定义在整个切空间{\displaystyle T_{p}M}。

而且，以上任一条均可导出对于{\displaystyle M}中任何两点{\displaystyle p}和{\displaystyle q}，存在连起两点的测地线使长度最短（测地线一般是极值，不一定是最小值）。

## 推广
霍普夫—里诺定理推广至长度度量空间如下：
若一长度度量空间{\displaystyle (M,d)}是完备和局部紧，那么{\displaystyle M}中任意两点可以用长度最短的测地线连起，{\displaystyle M}的任意有界闭子集是紧的。